# Monumenti e opere d'arte di Gibellina
Gibellina nuova, con la ricostruzione dopo il terremoto del Belice del 1968, è divenuto un museo "en plein air", e molte sono le opere architettoniche e artistiche contemporanee installate. Si tratta di circa 60 installazioni disseminate in città.

## Lista
Questo l'elenco dei monumenti e delle opere di Gibellina, catalogati secondo l'artista:
|   | Artista                                                             | Titolo dell'opera | anno      | immagine |
| - | ------------------------------------------------------------------- | --- | --------- | -------- |
| A | Carla Accardi                                                       | Pannelli in Ceramica (5 maioliche) | 1989      |          |
| A | Giovanni Albanese                                                   | Macchina per ascoltare il vento | 1989      |          |
| A | Marcella Aprile, Roberto Collovà, Teresa La Rocca                   | Baglio Di Stefano | 1981      |          |
| A | Associazione Culturale Isol’Arti - Bucchero                         | Pannello artistico in ceramica raku | 2020      |          |
| B | Darya von Berner                                                    | Marcha des elefantes - opera inaccessibile | 1992      |          |
| B | Bigert & Bergstrom                                                  | Pausa sismica- Seismic pause | 1992      |          |
| B | Cosimo Barna                                                        | Mediterraneo | 2005      |          |
| B | Alberto Burri                                                       | Il grande Cretto | 1984-2016 |          |
| B | Giuseppe Burzotta                                                   | Orto botanico | 1989      |          |
| C | Carmelo Cappello                                                    | Ritmi spaziali | 1979      |          |
| C | Carmelo Cappello                                                    | Croce Spaziale | 1961-1985 |          |
| C | Andrea Cascella                                                     | Fontana | 1986      |          |
| C | Bruno Ceccobelli                                                    | Mosaici - La vera medicina è l’eternità | 2004      |          |
| C | Carlo Ciussi                                                        | Frequenza di Onde | 1982      |          |
| C | Hsiao Chin                                                          | Pannello in ceramica | 1985      |          |
| C | Pietro Consagra                                                     | Meeting | 1976      |          |
| C | Pietro Consagra                                                     | Stella d'ingresso al Belice | 1981      |          |
| C | Pietro Consagra                                                     | Teatro | 1984      |          |
| C | Pietro Consagra                                                     | De Oedipus Rex "Città di Tebe" | 1988      |          |
| C | Pietro Consagra                                                     | Tris | 1988      |          |
| C | Pietro Consagra                                                     | Porta d'ingresso all'orto botanico - Porta del Cremlino | 1996      |          |
| C | Pietro Consagra                                                     | Ultima (Mosaico) | 1988      |          |
| C | Pietro Consagra                                                     | Porte del Cimitero (Riferimento all'unicità e Riferimento all'irripetibile)                                                                                           | 1977      |          |
| C | Pietro Consagra                                                     | Tomba di Consagra | 2005      |          |
| C | Pietro Consagra                                                     | Monumento a Sciascia | 1990      |          |
| C | Ettore Colla                                                        | Ellittica e Meridiana | 1987      |          |
| C | Enzo Cucchi                                                         | Portatore del carico di Lune | 2004      |          |
| C | Salvatore Cuschera                                                  | Scultura sdraiata | 1992      |          |
| D | Giampaolo Di Cocco                                                  | Animalia Grandi Naufraghi XII | 1993      |          |
| D | Marcello De Filippo                                                 | Grande area 85 | 1990      |          |
| D | Mimmo Di Cesare                                                     | Tempo del Sole | 1989      |          |
| D | Mimmo Di Cesare                                                     | Tempio del Sole | 1989      |          |
| F | Nino Franchina                                                      | Labirinto | 1983      |          |
| F | Joan Fontcuberta                                                    | Gibellina Selfie - Lo sguardo di tre generazioni | 2019      |          |
| G | Vittorio Gregotti, Gianni Pirrone, Alberto Samonà e Giuseppe Samonà | Municipio | 1971      |          |
| I | Emilio Isgrò                                                        | La freccia indica l'ombra di una freccia | 1979      |          |
| K | Slimane Khaled                                                      | Pannello in ceramica | 1992      |          |
| L | Carlo La Monica                                                     | Monumento a Salvo D'Acquisto | 2002      |          |
| L | Carlo La Monica                                                     | Primordia rerum | 2006      |          |
| L | Carlo La Monica                                                     | Nassirya | 2003      |          |
| L | Igino Legnaghi                                                      | Tavolo dell'Alleanza | 1980      |          |
| L | Igino Legnaghi                                                      | Ritmi sismici | 1984      |          |
| L | Alfonso Leto                                                        | Meteoriti della memoria | 2002      |          |
| L | Richard Long                                                        | Cerchio della Vita | 2008      |          |
| M | Elio Marchegiani                                                    | Affresco - opera inaccessibile |           |          |
| M | Lorenzo Milton Machado                                              | Senza Titolo - Modulo di distruzione nella posizione Alfa | 1994      |          |
| M | Fausto Melotti                                                      | Contrappunto | 1983      |          |
| M | Fausto Melotti                                                      | Sequenze | 1988      |          |
| M | Alessandro Mendini                                                  | Torre Civica | 1987      |          |
| M | Salvatore Messina                                                   | Tensioni | 1979      |          |
| M | Mirko                                                               | Senza titolo - Sarcofago | 1977      |          |
| M | Agapito Miniucchi                                                   | Cestnei | 1987      |          |
| M | Ignazio Moncada                                                     | Pannello in ceramica | 1979      |          |
| M | Pier Giulio Montano                                                 | Serpente | 1895      |          |
| M | Nino Mustica                                                        | Fontana | 1999      |          |
| M | Nino Mustica                                                        | Senza Titolo | 1999      |          |
| N | Pierluigi Nicolin                                                   | Piazza Beuys | 1991      |          |
| N | Pierluigi Nicolin, Giuseppe Marinoni                                | Edificio Residenziale A - Completamento del centro città | 1991      |          |
| N | Pierluigi Nicolin, Giuseppe Marinoni                                | Edificio Residenziale B - Completamento del centro città | 1991      |          |
| N | Nunzio                                                              | Scenografia | 1987      |          |
| O | Hiroshi Onhari                                                      | Scultura - Segnale del vento | 1983      |          |
| P | Mimmo Paladino                                                      | Montagna di Sale | 1990      |          |
| P | Mimmo Paladino                                                      | Cavallo | 1990      |          |
| P | Domenico Pellegrino                                                 | Sicilia | 2016      |          |
| P | Franco Politano                                                     | La Girandola dei miracoli | 2021      |          |
| P | Arnaldo Pomodoro                                                    | Aratro di Didone | 1986      |          |
| P | Arnaldo Pomodoro                                                    | Macchine sceniche |           |          |
| P | Arnaldo Pomodoro                                                    | Stele | 1989      |          |
| P | Arnaldo Pomodoro                                                    | Ragnatela | 1985      |          |
| P | Franco Purini e Laura Thermes                                       | Casa del farmacista | 1980      |          |
| P | Franco Purini e Laura Thermes                                       | Sistema delle Piazze. Progetto di 5 grandi piazze consecutive Realizzate: Piazza Monti di Gibellina, Piazza Fasci dei lavoratori, Piazza della Rivolta del 29.06.1973 | 1982-1990 |          |
| P | Franco Purini e Laura Thermes                                       | Casa Pirrello | 1990      |          |
| Q | Ludovico Quaroni e Luisa Anversa                                    | Chiesa Madre | 1985-2010 |          |
| R | Moira Ricci                                                         | Andata e Ritorno | 2019      |          |
| R | Mimmo Rotella                                                       | Omaggio a Tommaso Campanella | 1984      |          |
| R | Mimmo Rotella                                                       | Città del Sole | 1992      |          |
| R | Marco Nereo Rotelli                                                 | Lo spazio della parola | 2001      |          |
| S | Toti Scialoja                                                       | Macchina ad Incastro - Ratto di Proserpina | 1986      |          |
| S | Paolo Schiavocampo                                                  | Una piazza per Gibellina | 1987      |          |
| S | Paolo Schiavocampo                                                  | Doppia spirale | 1987      |          |
| S | Gino Severini                                                       | Mosaico - Natura Morta | 1985      |          |
| S | Medhat Shafik                                                       | Qanat, le rotte del cielo | 1996      |          |
| S | Turi Simeti                                                         | Impronta | 1979      |          |
| S | Khaled Ben Slimane                                                  | Senza Titolo | 1992      |          |
| S | Giuseppe Spagnulo                                                   | Senza Titolo - Scultura | 1974      |          |
| S | Daniel Spoerri                                                      | Renaissance | 1993      |          |
| S | Mauro Staccioli                                                     | Per Gibellina | 1980      |          |
| S | Sten Lex                                                            | Varco | 2017      |          |
| T | Alberto Timossi                                                     | Contraccolpi | 2021      |          |
| U | Giuseppe Uncini                                                     | Sacrario ai Caduti | 1986      |          |
| U | Giuseppe Uncini                                                     | Monumento al Carabiniere | 1988      |          |
| U | Oswald Mathias Ungers                                               | Edifici Residenziali - Progetto per il centro di Gibellina | 1981      |          |
| V | Costas Varotsos                                                     | L'infinito della memoria | 1992      |          |
| V | Francesco Venezia                                                   | Museo a Gibellina, Palazzo Di Lorenzo | 1981-1987 |          |
| V | Francesco Venezia                                                   | Giardino Segreto 1 | 1985-1988 |          |
| V | Francesco Venezia                                                   | Giardino Segreto 2 | 1992      |          |
| V | Nanda Vigo                                                          | Tracce antropomorfe | 1978      |          |
| V | Nanda Vigo                                                          | Tracce antropomorfe | 1978      |          |
| V | Nanda Vigo                                                          | Chiesa di Gesù e Maria e centro sociale | 1979-1980 |          |